# 何無忌
何 無忌（か むき、生年不詳 - 義熙6年3月20日（410年5月9日））は、中国の東晋の軍人。本貫は東海郡郯県。

## 経歴
劉牢之の姉妹の子にあたる。徐州に従事として召し出され、太学博士に転じた。劉牢之が鎮北将軍として、京口に駐屯すると、無忌は大事があるたびに、議論に参加した。隆安4年（400年）、司馬元顕の子の司馬彦璋が東海王に封じられると、無忌はその下で東海国中尉となり、広武将軍の号を加えられた。元興元年（402年）、桓玄のために司馬彦璋が市で殺害されると、無忌は市に入って司馬彦璋のために慟哭した。劉牢之が桓玄に降伏しようとすると、無忌は強く諫めたが、劉牢之は聞き入れなかった。元興2年（403年）、桓玄が帝を称すると、無忌は桓玄の吏部郎の曹靖之と交友があったことから、曹靖之を通して任官を求めたが、桓玄は認可しなかった。無忌はやむなく京口に帰った。
無忌は劉牢之の参軍であった劉裕と仲が良く、ともに桓玄打倒の策を相談するようになった。この計画に劉毅が加わった。元興3年（404年）、無忌は劉裕や劉毅らとともに起兵し、京口を占拠した。無忌は勅使と偽ったため、城中に反抗する者を出さなかった。
桓玄が安帝を連れて西に逃亡し、建康に武陵王司馬遵の承制による政権が発足すると、無忌は輔国将軍・琅邪国内史となり、会稽王司馬道子の部下であった精兵を配属され、劉道規らとともに劉毅の指揮に従い、桓玄を追撃した。桓玄の部下の何澹之・郭銓・郭昶之らが湓口を守っていたが、無忌らが桑落洲に進軍すると、戦いを仕掛けてきた。何澹之はいつも乗艦に派手な旌旗を立てていたが、それがなかったため、何澹之が不在であることが分かった。しかし何澹之がいなくとも、その乗艦を奪うことには意味があると無忌が主張したため、劉道規は無忌の案に従い、何澹之の乗艦を奪取した。このことをもって、何澹之を捕らえたと喧伝すると、何澹之の兵は動揺した。劉道規は勢いに乗って進軍し、無忌もまた騒がしく兵を進めると、何澹之の軍は潰滅した。無忌らは尋陽に入り、宗廟の主祏や武康公主と琅邪王妃を収容して建康に送り返した。また劉毅や劉道規とともに桓玄を崢嶸洲で撃破した。無忌は巴陵に進軍した。桓玄の従兄の桓謙と甥の桓振の間隙に乗じて江陵を奪回した。無忌と劉道規は馬頭の桓謙を攻め、龍泉の桓蔚を攻撃し、ともに撃破した。しかし桓振に敗れて江陵を再び落とされたため、無忌らは退いて尋陽を守った。無忌は劉毅や劉道規らとともに桓振を攻撃し、夏口の三城を攻め落とし、巴陵を平定した。
義熙元年（405年）、馬頭に進軍した。桓謙が荊州と江州の返還を申し出て、安帝を送り返してきたが、無忌は許さず、軍を進めて江陵を攻め落とし、桓謙らを敗走させた。無忌は安帝を護衛して建康に帰らせた。都督豫揚州淮南廬江安豊歴陽堂邑五郡諸軍事・右将軍・豫州刺史に任じられ、節を加えられたが、赴任しなかった。会稽国内史・都督江東五郡諸軍事に転じた。義熙2年（406年）、都督江荊二州江夏隨義陽綏安豫州西陽新蔡汝南潁川八郡諸軍事・江州刺史に転じた。安帝復位の功績により、安成郡開国公に封じられた。都督司州之弘農揚州之松滋二郡諸軍事を加えられ、散騎侍郎を兼ねた。義熙5年（409年）、鎮南将軍の号に進んだ。
義熙6年（410年）、広州刺史の盧循が反乱を起こし、江州に進攻した。盧循の部将の徐道覆が戦艦で贛水を下って進軍してくると、無忌は水軍を発して迎え撃とうとした。長史の鄧潜之が決戦を諫めて、守城策を取るよう進言したが、無忌は聞き入れなかった。無忌の乗った小艦は、急な西風に煽られて東岸に打ち寄せられ、そこに反乱軍の大艦が迫ったため、大敗した。無忌は節を握ったまま死んだ。死後、侍中・司空の位を追贈された。諡は忠粛といった。
子の何勗が後を嗣いだ。

## 伝記資料
- 『晋書』巻85 列伝第55